# Ерік Колдоу
Ерік Колдоу (англ. Eric Caldow, 14 травня 1934, Кумнок — 4 березня 2019) — шотландський футболіст, що грав на позиції захисника. По завершенні ігрової кар'єри — тренер. Відомий за виступами в клубі «Рейнджерс», де тривалий час був капітаном команди, а також національну збірну Шотландії, у складі якої він брав участь у чемпіонаті світу 1958 року.
Шестиразовий чемпіон Шотландії. П'ятиразовий володар Кубка Шотландії. Чотириразовий володар Кубка шотландської ліги.

## Клубна кар'єра
Ерік Колдоу є вихованцем футбольної школи «Кумнок Академі», розпочав грати у юнацькій команді клубу «Мюйкерк Юнайтед». У дорослому футболі дебютував 1953 року виступами за команду «Рейнджерс», в якій провів тринадцять сезонів, взявши участь у 265 матчах чемпіонату. Більшість часу, проведеного у складі «Рейнджерс», був основним гравцем захисту команди, кілька років був капітаном команди. У 1966 році, перед закінченням виступів на футбольних полях, став гравцем клубу «Стерлінг Альбіон», за яку виступав протягом сезону 1966—1967 років.

## Виступи за збірну
1957 року дебютував в офіційних матчах у складі національної збірної Шотландії. Протягом кар'єри у національній команді, яка тривала 7 років, провів у її формі 40 матчів, забивши 4 голи, у 15 матчах був капітаном команди, грав також у складі збірної шотландської футбольної ліги.
У складі збірної був учасником чемпіонату світу 1958 року у Швеції, на якому зіграв усі три матчі групового турніру проти збірних Югославії, Парагваю та Франції.

## Кар'єра тренера
З 1967 року Ерік Колдоу кілька років був граючим тренером команди «Корбі Таун». у 1970—1973 роках він очолював клуб «Гарлфорд Юнайтед». З 1973 до 1975 року Колдоу очолював клуб«Странрар», який став останнім клубом у його тренерській кар'єрі.
Помер Ерік Колдоу 4 березня 2019 року на 85-му році життя.

## Титули і досягнення
- Чемпіон Шотландії (6):

«„Глазго Рейнджерс“»: 1955–1956, 1956–1957, 1958–1959, 1960–1961, 1962–1963, 1963–1964
- Володар Кубка Шотландії (5):

«Глазго Рейнджерс»: 1959—1960, 1961—1962, 1962—1963, 1963—1964, 1965—1966
- Володар Кубка шотландської ліги (4):

«Глазго Рейнджерс»: 1960—1961, 1961—1962, 1963—1964, 1964—1965